# 夏甄陶
夏甄陶（1931年—2014年12月12日），湖南安化人，中华人民共和国历史学家。

## 生平
1954年7月，毕业于北京大学，后任北京地质学院政治教研室助教，讲师。1975年，调入中国科学院哲学社会科学部（后为中国社会科学院哲学研究所）从事哲学研究工作，1979年晋升为副研究员兼任辩证唯物主义研究室副主任，1983年晋升为研究员。1985年9月，调入中国人民大学哲学系任教授。
2014年12月12日在北京逝世，享年84岁。